# Madarounfa-See
Der Madarounfa-See (französisch Lac de Madarounfa) ist ein See in der Gemeinde Madarounfa im Süden Nigers.

## Geographie
Die Fläche des Madarounfa-Sees schwankt jahreszeitlich zwischen 400 und 850 Hektar. Seine maximale Tiefe wird auf 5,5 Meter geschätzt. Klimatisch wird das Gewässer zur Übergangszone zwischen Sahel und Sudan gerechnet, in der die mittlere jährliche Niederschlagsmenge zwischen 400 und 600 mm beträgt. Der höchste Wasserstand wird in der Regel während der Regenzeit im Juli und August erreicht.

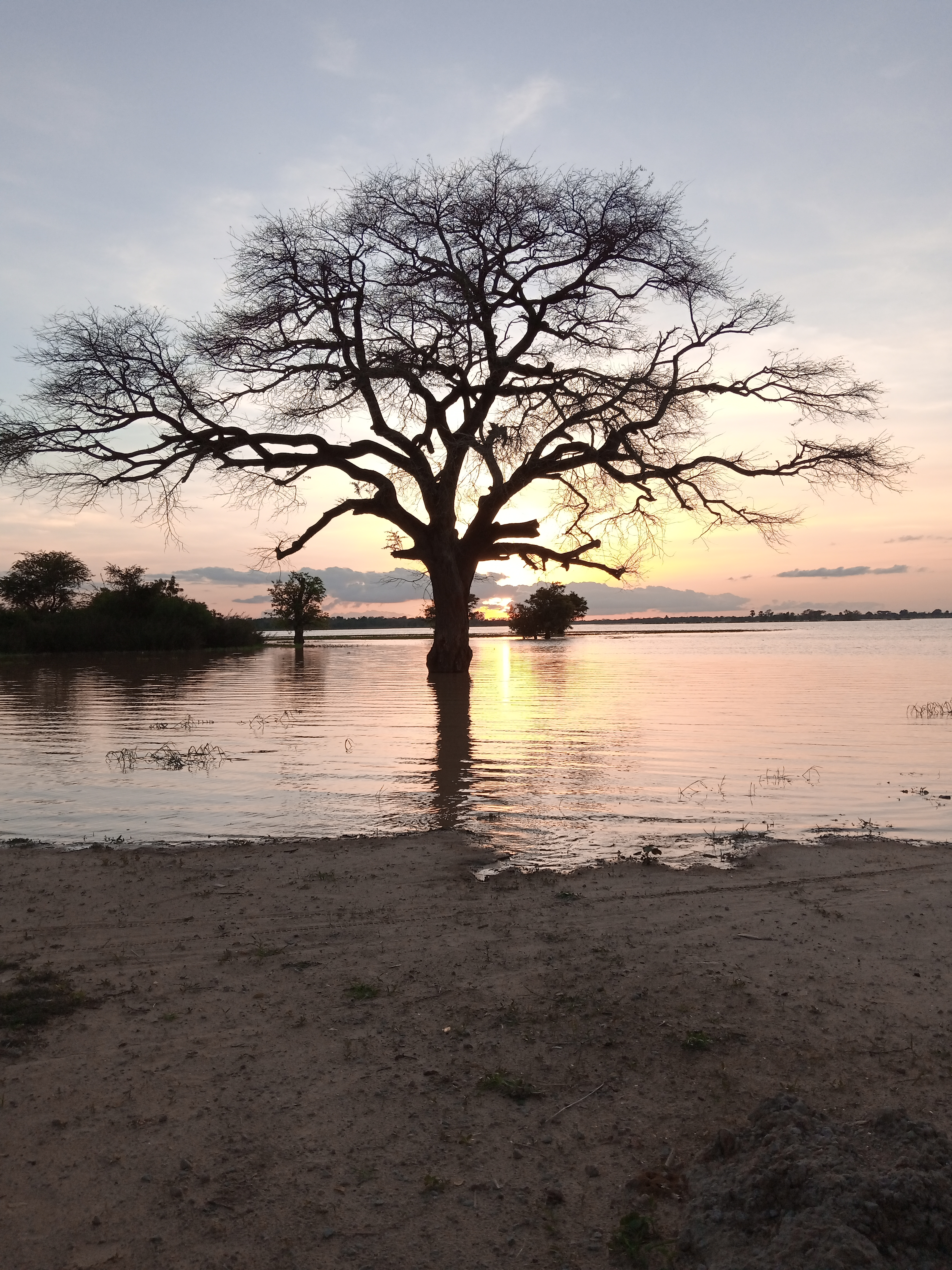
Sonnenuntergang am Madarounfa-See (2021)

Der wichtigste Zufluss ist das zeitweise Wasser führende Trockental Goulbi de Gabi. Der Madarounfa-Kanal entwässert den See zum Goulbi de Maradi. Die Fließrichtung des Kanals kann bei starker Wasserführung des Goulbi de Maradi umgedreht werden. Dann füllt der Goulbi de Maradi den Madarounfa-See und nicht umgekehrt. Beide Goulbis führen enorme Mengen an Sand mit sich und tragen damit zur Versandung des Sees bei.
Unmittelbar östlich des Madarounfa-Sees befindet sich das urbane Zentrum der Stadtgemeinde Madarounfa, die zum gleichnamigen Departement Madarounfa in der Region Maradi gehört. Mit über 12.000 Einwohnern hat es den Charakter einer Kleinstadt. Um das Gewässer liegen außerdem die Dörfer Saoulawa im Süden, Gamji und In Riadi im Westen sowie Dan Toudoun Madarounfa im Norden.

## Geschichte und Kultur
Der Madarounfa-See entstand an der ehemals direkten Einmündung des Goulbi de Gabi in den Goulbi de Maradi. Letzterer warf einen Uferwulst auf, hinter dem sich der See bildete.
Am Seeufer und teilweise unter dem Wasserspiegel befindet sich die islamische Pilgerstätte der Gräber der 99 Heiligen. Hier sollen magische Lichterscheinungen aufgetreten sein. Der Überlieferung nach geht die Stätte auf drei heilige Männer zurück, die sich 40 Jahre nach dem Tod des Propheten Mohammed von Medina auf den Weg hierher machten. Bei ihrer Ankunft soll eine heilige junge Frau namens Saâdatou auf die Suche nach Wasser geschickt worden sein, damit sie sich vor dem Gebet reinigen konnten. Saâdatou bat Allah um Hilfe, woraufhin auf wundersame Weise Wasser vom Grund des dadurch entstehenden Sees gesprudelt sein soll.
Auf Vorschlag des nigrischen Kulturministeriums vom 26. Mai 2006 kamen der Madarounfa-See, die Gräber der 99 Heiligen und Geschützte Wald von Madarounfa als eine gemeinsame Stätte auf die Tentativliste zum UNESCO-Welterbe.

## Ökologie

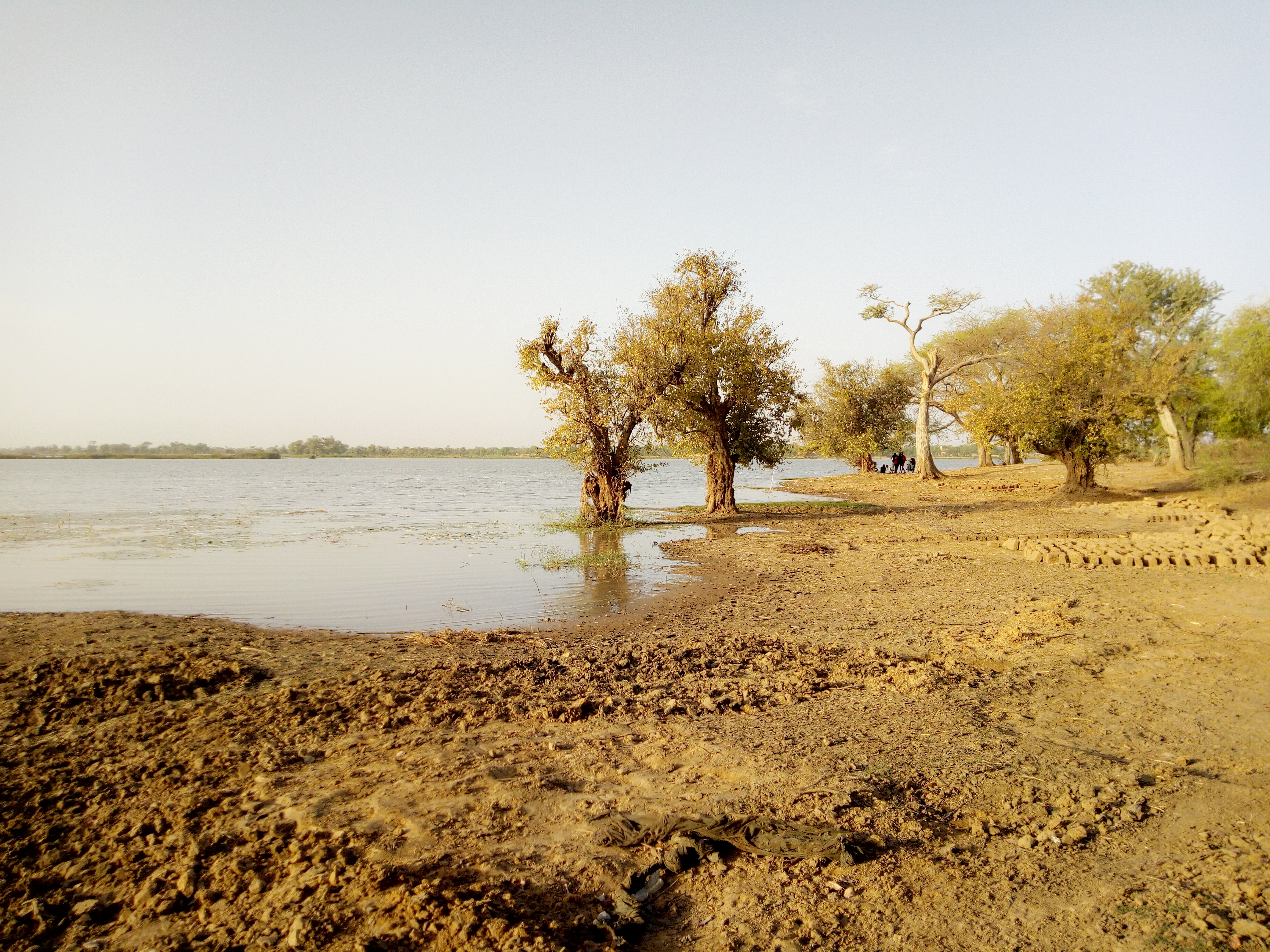
Bäume der Art Mitragyna inermis am Madarounfa-See (2019)

Der Madarounfa-See wurde am 18. Dezember 2019 als Feuchtgebiet von internationaler Bedeutung nach der Ramsar-Konvention ausgewiesen. Das Ramsar-Gebiet erstreckt sich über eine Fläche von 524,3 Hektar.
Der See weist eine reiche und vielfältige Vogelwelt auf. Zu den hier beobachteten Arten zählen:
- Flussuferläufer (Actitis hypoleucos)
- Blaustirn-Blatthühnchen (Actophilornis africanus)
- Graureiher (Ardea cinerea)
- Schwarzhalsreiher (Ardea melanocephala)
- Purpurreiher (Ardea purpurea)
- Rallenreiher (Ardeola ralloides)
- Alektoweber (Bubalornis albirostris)
- Kuhreiher (Bubulcus ibis)
- Kampfläufer (Calidris pugnax)
- Spornkuckuck (Centropus senegalensis)
- Graufischer (Ceryle rudis)
- Flussregenpfeifer (Charadrius dubius)
- Sandregenpfeifer (Charadrius hiaticula)
- Weißstorch (Ciconia ciconia)
- Rohrweihe (Circus aeruginosus)
- Guineataube (Columba guinea)
- Senegalracke (Coracias abyssinicus)
- Gelbschnabelwürger (Corvinella corvina)
- Schildrabe (Corvus albus)
- Schwarzschwanz-Lärmvogel (Crinifer piscator)
- Witwenpfeifgans (Dendrocygna viduata)
- Graubrustspecht (Dendropicos goertae)
- Seidenreiher (Egretta garzetta)
- Gleitaar (Elanus caeruleus)
- Afrikanischer Silberschnabel (Euodice cantans)
- Turmfalke (Falco tinnunculus)
- Lachseeschwalbe (Gelochelidon nilotica)
- Stelzenläufer (Himantopus himantopus)
- Langschwanz-Glanzstar (Lamprotornis caudatus)
- Grünschwanz-Glanzstar (Lamprotornis chalybaeus)
- Uferschnepfe (Limosa limosa)
- Gabarhabicht (Micronisus gabar)
- Schwarzmilan (Milvus migrans)
- Schafstelze (Motacilla flava)
- Nachtreiher (Nycticorax nycticorax)
- Kaptäubchen (Oena capensis)
- Steinschmätzer (Oenanthe oenanthe)
- Graukopfsperling (Passer griseus)
- Baumhopf (Phoeniculus purpureus)
- Gartenrotschwanz (Phoenicurus phoenicurus)
- Sporngans (Plectropterus gambensis)
- Dorfweber (Ploceus cucullatus)
- Senegal-Furchenschnabel (Pogonornis dubius)
- Halsbandsittich (Psittacula krameri)
- Höckerglanzgans (Sarkidiornis melanotos)
- Knäkente (Spatula querquedula)
- Palmtaube (Spilopelia senegalensis)
- Brillentaube (Streptopelia decipiens)
- Röteltaube (Streptopelia vinacea)
- Heiliger Ibis (Threskiornis aethiopicus)
- Rotschnabeltoko (Tockus erythrorhynchus)
- Bruchwasserläufer (Tringa glareola)
- Grünschenkel (Tringa nebularia)
- Teichwasserläufer (Tringa stagnatilis)
- Erzflecktäubchen (Turtur abyssinicus)
- Wiedehopf (Upupa epops)
- Schmetterlingsfink (Uraeginthus bengalus)
- Spornkiebitz (Vanellus spinosus)
- Große Dominikanerwitwe (Vidua orientalis)[12]

Die vorherrschenden Baumarten am See sind Mitragyna inermis, Diospyros mespiliformis, Acacia albida, Hyphaene thebaica und Piliostigma reticulatum.

## Wirtschaftliche Bedeutung

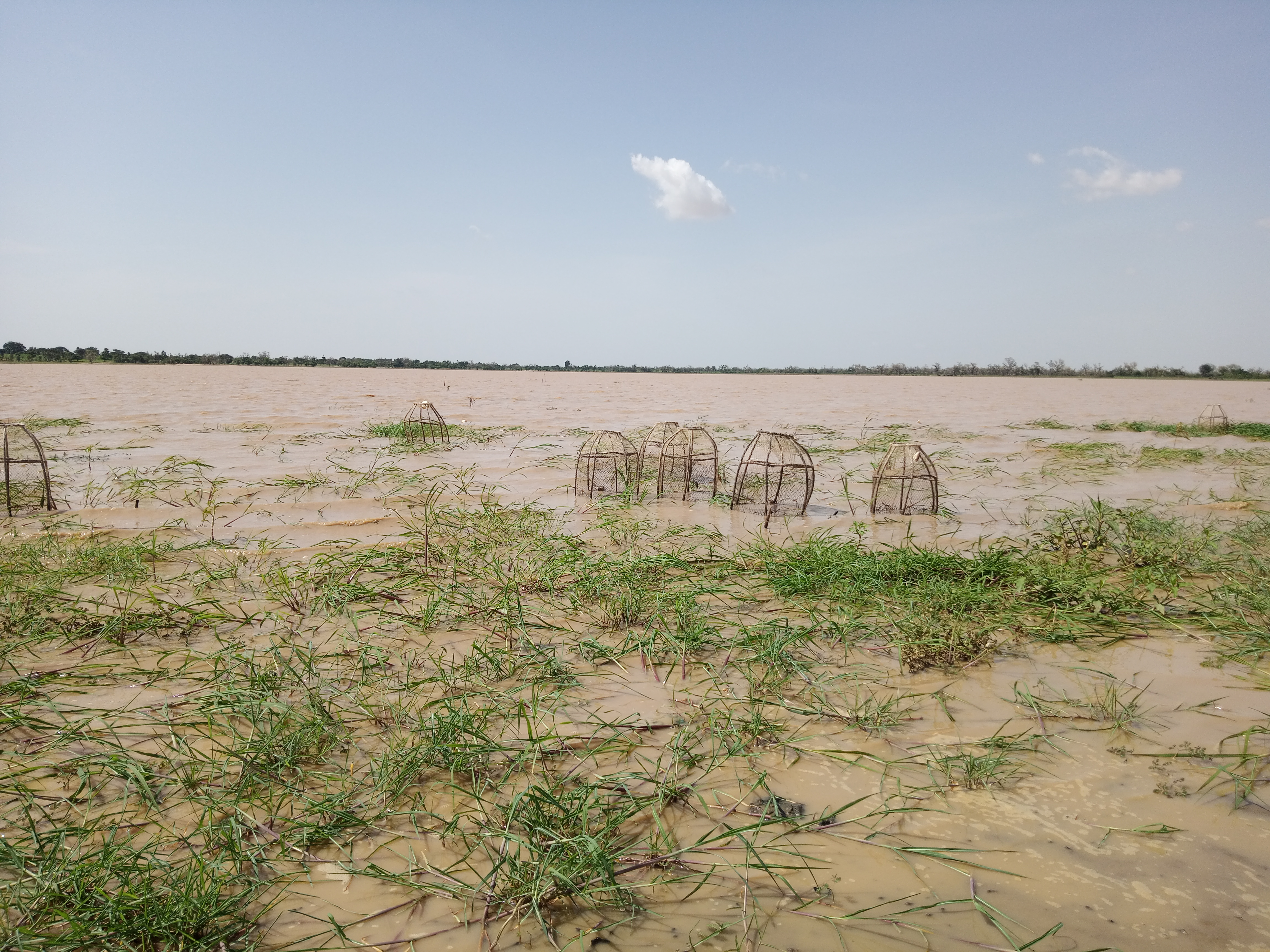
Fischreusen am Madarounfa-See (2023)

Der Madarounfa-See zählt neben der Mare de Kourfin Koura zu den wichtigsten Gewässern für die Fischerei in der Region Maradi. Für den Fischfang werden verschiedene Methoden angewendet, darunter Netze und Ruten von kleinen Booten aus. Außer im kühlen Winter liegen manche Fischer mit dem Bauch auf Kalebassen, die sie über Wasser halten, und paddeln mit ihren Händen. Der mittlere jährliche Ertrag betrug, mit Stand 2005, 41 Tonnen Fisch. Die zunehmende Versandung machte bestimmten Arten wie dem Nilbarsch (Lates niloticus) zu schaffen, sodass der Fischreichtum nicht mehr wie früher jenem im Fluss Niger ebenbürtig ist.
Das für die Bewässerungsfeldwirtschaft nutzbare Land um den Madarounfa-See erstreckt sich über eine Fläche von etwa zehn Hektar. Der schwere, reiche Boden begünstigt landwirtschaftliche Aktivitäten. Außerdem wird der See als Wassertränke für Vieh und zum Wäschewaschen genutzt.